# Art funéraire basque
L’art funéraire basque, généralisé sur l'ensemble du Pays basque qu'il soit français ou espagnol, est l’une des manifestations des pratiques culturelles funéraires basques. Il se caractérise par des sculptures sur pierres (stèles discoïdales ou tabulaires, ou pierres tombales), dont les plus anciennes datent de la fin du XVIe siècle. Il ne s'agit pas de la part des sculpteurs, du moins avant le XIXe siècle, de la traduction d'une recherche artistique, ou la réponse à un besoin utilitaire, mais de l'aboutissement d'une initiation, qui prend ses racines dans la lecture du rite funéraire basque. Les premières traces connues de ces pratiques funéraires, découvertes et étudiées dans les montagnes basques, datent de la protohistoire basque.

## Archéologie
Selon Jacques Blot, dans l'introduction de son article intitulé le message des architectures protohistoriques, « il est encore possible au XXIe siècle d’avoir un aperçu de la richesse de la vie spirituelle [des Basques de la protohistoire] ».
Les monuments étudiés montrent que les pierres ou dalles utilisées proviennent de l’environnement immédiat des sépultures et en traduisent la nature géologique (à l’exception du site Mendizabale 7, fouillé en 1995, où des matériaux provenant de lieux éloignés ont été trouvés). L’analyse des différents éléments révèle qu’ils ont été adaptés à la forme voulue par épannelage ou par taille.
Les archéologues distinguent trois formes de structures. Ainsi, le baratz désigne un cercle de pierres (encore appelé cromlech). Les tertres entourés de cercles sont appelés tumulus-cromlech ou baratz-tumulaires. Viennent enfin les éminences artificielles ou tertres, couramment dénommés tumulus. Ces trois représentations semblent être des variations d'un même plan de base.

On dénombre en Pays basque français 216 baratz, 61 baratz-tumulaires et 213 tumulus. Sur ce total, 38 structures ont été fouillées (2003).

Les baratz présentent des dimensions (de 4 à 7 mètres) inférieures aux deux autres types (diamètres de l’ordre de 7 mètres). Ces structures peuvent être regroupées en nécropoles.

La composition varie également, empruntant des matériaux différents, qui influent sur l’esthétisme. Ainsi les monuments réalisés en dalles (plaques monolithes taillées dans une roche) à plat ou sur chant, sont plus raffinés que ceux réalisés en blocs (poudingue ou quartzite).
Le centre des baratz, ou, de façon similaire, des baratz-tumulaires, recèle une structure qui confère toute leur signification aux monuments. Ces caissons ont en effet reçu en dépôt rituel, encore à interpréter, des fragments osseux et/ou des charbons de bois. À de très rares exceptions près, parmi les sites étudiés, ces sépultures ne contiennent pas d'objet ou d’offrande, à part des pièces lithiques (lames ou grattoirs en silex).
L’incinération et la crémation sont, dans les montagnes basques parcourues de bergers, contemporaines de l’inhumation sans que l’archéologie ait pu interpréter les critères déterminant ces deux pratiques funéraires.
Les sites où ont été érigées les structures funéraires semblent refléter un caractère religieux. Ils sont en général situés dans des aires de pâturages, à proximité de zones de transhumance mais loin des lieux d’habitation, sur terrain plat (cols, lignes de crêtes), et bénéficiant d’une vue dégagée sur des panoramas majestueux.
La pratique des tumulus ne s’est pas éteinte à la naissance de notre civilisation. Jacques Blot a ainsi fouillé trois tumulus-cromlechs, datés des Xe et XIe siècles apr. J.-C.

## Le rite funéraire basque
Le cimetière traditionnel qui entoure l’église se nomme hil-harriak en basque, soit « les pierres des morts ». Les tombes y sont strictement orientées est-ouest, la face de la stèle tournée vers le tombeau voyant tous les jours le soleil se lever.

Alors que Baratz désigne les cromlechs dans un contexte archéologique, le mot est également utilisé pour la sépulture domestique liée à la maison. Michel Duvert note en effet qu’en Pays basque français, « on a enterré récemment (…) dans une bande de terre située sous l’avant-toit des maisons : en façade ou le long de l’un des flancs nord ou sud ». Mais aucun monument funéraire n’y est dressé.

Dans le cimetière traditionnel, les enfants morts sans baptême sont enterrés dans un espace dépourvu de monument (komunak ou lur benedikatu gabea). 

Parmi les sépultures des baptisés, on distingue les enfants (qui n'ont pas droit à un monument en pierre - sépulture peinte en blanc), les pauvres (croix en bois), les gens du commun (discoïdales, croix ou tabulaires) et les familles aisées (plate-tombe, croix en fonte, caveau, voire chapelle funéraire).

L’église contient au moins cinq espaces funéraires. Le chœur accueillait encore il y a peu les prêtres et la benoîte (andere serora). Des sépultures de prêtres ou de notables sont situées dans l’allée centrale. Dans certaines églises (Arcangues) un enfeu placé dans un mur près du chœur, côté Évangile, appartient à une famille noble qui ne possède pas de chapelle latérale. Le porche accueille des tombes de prêtres ou de maisons nobles, ou le monument aux morts. Enfin, dans l’église, où on enterrait encore après la Révolution, se trouvent les sépultures des maisons (ou jarleku).
Les jarleku sont le domaine des femmes de la maison. Les tombes, surmontées d’une plate-tombe, sont recouvertes d’un tissu noir. Les femmes y sont accroupies ou assises sur des chaises et président au culte des morts (offrande de lumière, voire de nourriture ou d’argent). Les hommes assistent à l’office du haut des balcons, spectateurs du drame orchestré par les femmes qui veillent sur les morts de la maison. Les femmes de la maison se relaiyaient, de génération en génération sur cette tombe,

Chaque quartier, voire chaque maison, possédait un chemin utilisé pour conduire le mort au cimetière, le hil-bide, qui assure la continuité entre la demeure des vivants et des morts. Ainsi traverser l’église, avec ses jarleku, c’est en quelque sorte traverser le village.
Ces traditions perdurèrent jusqu’à la fin du XIXe siècle, que Michel Duvert résume ainsi : « interpénétration des mondes céleste et terrestre ; imbrication des chemins et des habitats avec le monde souterrain et ses cavités ; prolongation de la maison dans l’église et au niveau de la tombe »,,.

## Les stèles
Les premiers travaux de référence dans le domaine des stèles funéraires sont dus tout d’abord à Eugeniusz Frankowski et à Louis Colas. À ces œuvres, il convient d’ajouter les observations de Philippe Veyrin. Ces travaux forment un ensemble documentaire conséquent de plusieurs centaines d’œuvres.

L’approche scientifique des études ethnologiques modernes du Pays basque, débouchant sur une vue d’ensemble qui jusque-là faisait défaut, a été définie, par José Miguel Barandiarán.

|  |  |  |

### Définition
Michel Duvert propose la définition suivante d'une stèle discoïdale : « un monument dressé, au sommet arrondi et le plus souvent circulaire ». Cette définition s’applique aussi aux dalles découvertes par J.M. Barandiarán en Alava, datées de 2500 ans av. J.-C., et par celles révélées dans des dolmens asturiens par José Manuel González y Fernández-Vallés (es). On connait dans cette dernière région deux types de monuments discoïdaux, datant des premiers siècles av. J.-C. Ainsi, à proximité de Santander de grands disques (1,87 m à Corneiro) ont été mis au jour, ainsi que de petites stèles classiques. On ne peut affirmer pour autant que les grands disques découverts soient tous des monuments funéraires.
Pour Michel Duvert, la stèle discoïdale est un « espace structuré, hiérarchisé ». Elle se divise en deux ensembles qui ont chacun une valeur déterminée, le socle et le disque. Ces deux éléments sont parcourus par l’axe vertical, qui ordonne l’espace et le polarise. L’axe horizontal du disque joue un rôle mineur, en comparaison à l’axe vertical. La bordure du disque est parfois une véritable couronne (école d’Arbonne en particulier, et en Labourd en général). Le croisement des deux axes détermine quatre régions, la région sommitale (à 12 h) étant ’convoitée’ par les symboles chrétiens, et la région opposée (à 6 h) étant la limite entre deux mondes, celui du disque stellaire ou cosmique, et celui du socle, terrestre. Le centre du disque est une « source d’énergie ».

### Contexte historique
À partir du XVIe siècle, les stèles datées sont de plus en plus abondantes, surtout en Pays basque français. Ce développement intervient alors que le Moyen Âge s’achève, après de grandes épidémies ayant marqué la région, et qu’une poussée démographique a lieu, accompagnée de nouvelles conditions de vie (introduction du millet d’Inde, de la pêche à la morue). Les souverains navarrais sont repoussés vers la Basse-Navarre par Charles Quint, puis les guerres de religions sévissent en Soule et Basse-Navarre,.
C’est dans ce contexte, et dans un mouvement qui va s’amplifier au cours du XVIIe siècle, que les stèles discoïdales vont connaître un essor spectaculaire dans le Pays basque nord.
Dans la société basque, on assiste à cette même époque à la montée du pouvoir des assemblées de villages et de pays. Le maçon remplace peu à peu le charpentier dans la construction du cadre de vie (maisons, églises) et le savoir-faire local se retrouve parfois loin du Pays basque (construction de cathédrales dans la péninsule ibérique : Juan de Olotzaga à Huesca de 1400 à 1415, Martin de Gainza et Miguel de Zumarraga à Séville, Juan de Alava près de Salamanque jusqu’en 1537,,). Localement, les maçons et tailleurs de pierre sont des agriculteurs qui perpétuent de père en fils le savoir-faire de la pierre,. Cette particularité donne un aperçu du monde des maîtres sculpteurs de stèles.

### Les écoles
On peut définir une typologie de familles de stèles discoïdales, bien que la dimension temporelle ne soit pas d’un grand secours (les stèles labourdines et souletines sont beaucoup moins souvent datées que celles de Basse-Navarre).

Certaines formes de stèles sont propres à des pays (pays de Mixe, Garazi, Bas-Adour), à des vallées (vallée de la Nive), voire à des villages (Arbonne ou Itxassou,).

Michel Duvert relève que les maîtres que l’on a pu identifier sans ambigüité ne sont connus que pour 3 à 4 œuvres personnelles, et ce, dans une zone géographique très circonscrite et réduite (un à deux villages). Cet aspect ajouté au fait que les apprentis effectuaient un stage de quatre années chez un maître laisse supposer que l’apprentissage dépassait l’acquisition de la technicité pour se transformer en initiation.
L’imagerie des stèles évolue périodiquement, et des rythmes de renouvellement ont parfois pu être établis. En revanche, certaines régions (Bas-Adour) montrent l’existence d'un académisme qui résiste aux modes pendant près d’un siècle. De plus, les œuvres de l’ensemble du Pays basque (sept provinces) montrent une remarquable homogénéité dans la « structuration de l’espace », qui s’applique à l’ensemble des discoïdales des Pyrénées.

### Évolutions
Au cours du XVIIe siècle, et principalement à l'ouest du Labourd, la stèle tabulaire apparaît et se multiplie, sans que l'on connaisse ses origines ni les raisons de sa popularité. La puissance du phénomène est telle qu'on dénombre quantité de ces nouveaux cénotaphes dans les établissements basques du Canada,,.

Les croix de pierres font leur apparition à cette même époque et peu à peu remplacent les discoïdales principalement dans le Labourd occidental. Seule la Soule semble avoir échappé à cette évolution.
|  |  |  |